# شرکت آجرفشاری خارا
شرکت آجرفشاری خارا یک منطقهٔ مسکونی در ایران است که در دهستان حومه (گناباد) واقع شده‌است. شرکت آجرفشاری خارا ۱۶ نفر جمعیت دارد.